# Elisabeth von Capeller
Elisabeth von Capeller Oswald (* 1961 in Basel) ist eine Schweizer Diplomatin und seit 2018 Botschafterin in Nepal.

## Leben und Karriere
Von 1982 bis 1987 studierte von Capeller an der Eidgenössischen Technischen Hochschule Zürich (ETH) Agrartechnik und schloss mit einem Master ab. Von 2007 bis 2011 war sie bei der Direktion für Entwicklung und Zusammenarbeit (Deza) in Nepal tätig. Ab 2011 leitete von Capeller die Abteilung Südasien und war ausserdem bis 2014 Leiterin der Abteilung Konflikt und Menschenrechte. 2017 war sie Vizedirektorin und Chefin des Bereichs Ostzusammenarbeit der Deza im Eidgenössischen Departement für auswärtige Angelegenheiten in Bern. Seit Januar 2018 ist Elisabeth von Capeller die Schweizer Botschafterin in Nepal. Sie trat die Nachfolge von Jörg Frieden in Kathmandu an. Als Botschafterin unterstützt sie in Nepal den Aufbau eines dualen Bildungssystems nach Schweizer Vorbild.
Elisabeth von Capeller ist verheiratet und hat einen erwachsenen Sohn. Sie spricht unter anderem Nepali.